# Víctor Campio Pereira
Víctor Campio Pereira (Garabás, Maside, 15 de julio de 1928 - Orense, 24 de julio de 2018) fue un escritor y poeta español.

## Biografía
Estudió en el seminario en Orense e hizo la carrera magisterial en esa ciudad. En ese momento, conoció al grupo de escritores vertebrados en torno a la revista Posío, como Xosé Conde, Antón Tovar o Pura Vázquez, pero también con Faustino Rey Romero. Hizo el servicio militar en Tetuán en el protectorado español de Marruecos donde conoció a Rafael Sánchez Ferlosio. Mucho tiempo después publicó su única novela, Baixo el sol del Magreb (1998), ambientada en su época militar en el norte de África. 
En los años cincuenta, tras una reunión mantenida en el restaurante orensano Zarampallo, con Xosé Fernández Ferreiro, Manuel de Dios, Alfonso Pazos, Serafín Gómez Pato, Xosé Corral Díaz y Antón Tovar, crearon la revista New People.
Trabajó como profesor en varios lugares de Galicia y en otras partes de España. Posteriormente se graduó en Filología Hispánica en la Universidad Complutense de Madrid. Comenzó dedicándose inicialmente a la formación de maestros, para posteriormente encontrar sitio en la escuela secundaria, donde obtuvo un trabajo en Orense. Allí rabajó hasta su jubilación.
Colaboró activamente en las actividades culturales de Orense, tanto en los últimos años de la dictadura y como en la democracia. Escribió en revistas y periódicos locales, y en particular en el diario La Región. Fue nombrado miembro de la Real Academia Gallega en 2010 y miembro de la Asociación de Escritores en Lengua Gallega en 2011.

## Obra

### Poesía
- O ar que nos leva. Edición de autor, 1987
- Perdida luz. Follas Novas, 2000.
- O aire, a luz e o canto. Poesía reunida 1987-2006. PEN Club Galicia, 2008
- Quince sonetos de amor e once poemas máis. Diputación de Orense y Junta de Galicia, 2011

### Narrativa
- Baixo o sol do Magreb. Diputación de Orense, 1998

### Ensayo
- Escritos en do menor (2001).

### Obras colectivas
- Sete poetas ourensáns (1992).
- Poesía dos aléns (2003).
- Poetas e Narradores nas súas voces. II. Consejo de la Cultura Gallega, 2006

## Premios y reconocimientos
- Accésit del premio Modesto R. Figueiredo de novela corta (1988).
- Hijo predilecto del municipio de Maside (2010)[3]
- Premio Sete Carballas da Insua dos Poetas (2012)[4]